# Coppa COMEN
La Coppa COMEN fu una competizione di pallanuoto per club esistita dal 1984 al 2007. Organizzata dalla Confédération Méditérranéenne de Natation, vi prendevano parte squadre provenienti da vari Paesi del Mediterraneo tra i quali Italia, Croazia, Grecia, Serbia, Malta, Cipro, Francia ed Egitto.
Dopo il 2007 il torneo per club non è più stato disputato nell'ambito delle manifestazioni COMEN.

## Albo d'oro
- 1984   POŠK
- 1985   POŠK
- 1986   POŠK
- 1987   Mladost
- 1988 non disputata
- 1989   Partizan
- 1990   Mladost
- 1991   Jadran Spalato
- 1992   Volturno
- 1993 non disputata
- 1994   Como
- 1995   Jadran Spalato
- 1996   Paguros
- 1997 non disputata
- 1998   Jug Dubrovnik[2][3]
- 1999 non disputata
- 2000   Ortigia
- 2001   Ortigia
- 2002   Camogli
- 2003 non disputata
- 2004 non disputata
- 2005 non disputata
- 2006 edizione annullata[4]
- 2007   Sori